# Kamashi
Kamashi är en zon i Etiopien.   Den ligger i regionen Benishangul-Gumuz, i den västra delen av landet, 300 km väster om huvudstaden Addis Abeba.